# Triticum carthlicum
Triticum carthlicum är en gräsart som beskrevs av Sergej Arsenjevitj Nevskij. Triticum carthlicum ingår i släktet veten, och familjen gräs. Inga underarter finns listade i Catalogue of Life.